# GYMCROSS

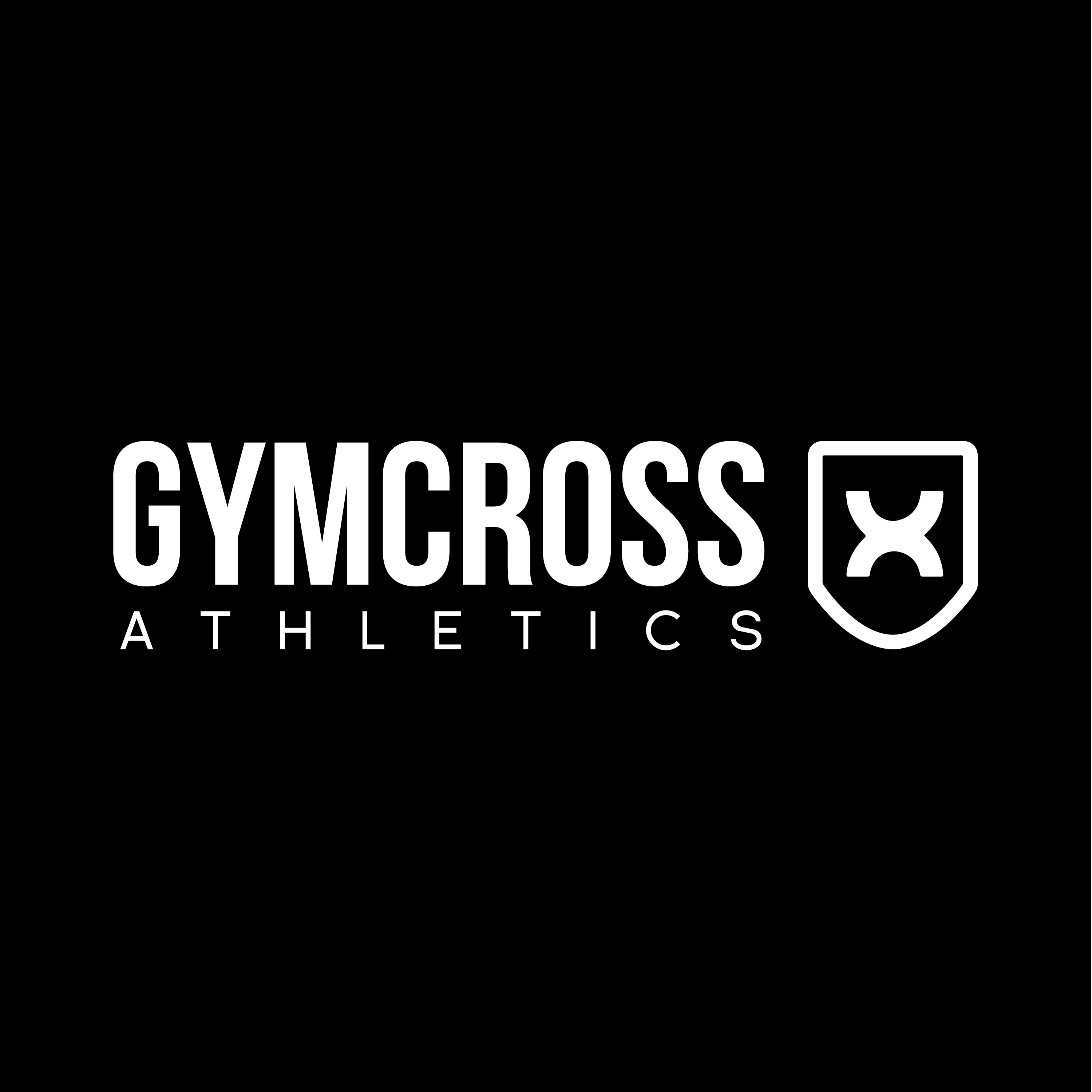
GYMCROSS 公式ロゴ

GYMCROSS（ジムクロス）は、2016年USAのカリフォルニアで誕生したfitnessブランド。2017年以降アメリカ合衆国のカリフォルニア州を中心に展開。ブランド理念は「 LIFT MORE.」主にジム、トレーニングウェアからフィットネスまで幅広く商品展開を行っている。
1995年カリフォルニア州サンタクルーズにてグレッグ・グラスマンが設立した「CROSSFIT」から因んでいる。